# Arctostaphylos nortensis
Arctostaphylos nortensis là một loài thực vật có hoa trong họ Thạch nam. Loài này được (P.V.Wells) P.V.Wells mô tả khoa học đầu tiên năm 1992.